# Saß (Einheit)
Saß war ein Volumenmaß auf Malta.
- 1 Saß = 4 Almuda/Mood = 48 23/25 Quart (Preuß.) = 56 Liter
- 1 Mood = 14 Liter